# Nuestra libertad
Pour plus de détails, voir Fiche technique et Distribution.
Nuestra libertad ou Fly So Far est un documentaire réalisé par Celina Escher en 2021. Ce film décrit l'injustice que vivent les femmes au Salvador. Si elles font une fausse-couche ou donne naissance à un enfant mort-né, elles sont condamnées pour homicide aggravé.

## Synopsis
Après avoir purgé dix ans derrière les barreaux pour une fausse couche, Teodora Vásquez devient porte-parole du groupe des 17, groupe de femmes condamnées à de lourdes peines de prison. Elles sont soupçonnées d'avoir pratiqué un avortement qui est pénalisé au Salvador.

## Fiche technique
Sauf indication contraire ou complémentaire, les informations mentionnées dans cette section peuvent être confirmées par la base de données IMDb.
- Titre : Nuestra libertad
- Titre en anglais : Fly So Far
- Réalisation : Celina Escher
- Scénario : Celina Escher
- Distribution : le groupe des 17, Teodora Vásquez
- Pays d'origine :  Salvador
- Langue originale : espagnol
- Durée: 88 minutes
- Dates de sortie :

## Contexte
En 1997, une réforme du code pénal interdit l'avortement même en cas de danger pour la mère. En 1999, l'article 1 de la Constitution salvadorienne est modifié et stipule que l'état « reconnaît comme personne humaine tout être humain depuis l'instant de sa conception ». Une femme qui fait une fausse couche ou met au monde un enfant mort-né est condamnée pour homicide aggravé ou infanticide. En 2018, 27 femmes purgent au Salvador des peines allant de six à trente-cinq ans pour homicide aggravé. En 2017, le Salvador, le Nicaragua, le Honduras, Haïti, le Surinam, Andorre et Malte sont les pays qui maintiennent l'interdiction totale de l'avortement.

## Intention de la réalisatrice
Pendant trois ans, Celina Escher se rend à la prison pour femmes d'Ilopango, à l'est de San Salvador. Elle les accompagne aux cours de danse qu'une ONG dispense.

## Récompenses
- meilleur film d'Amérique centrale, Costa Rica International Film Festival, 2021
- mention honorable, Nordisk Panorama, Malmö, 2021[5]
- meilleur documentaire, Seattle International Film Festival, Seattle, 2021